# تسمم مائي
التسمم المائي (بالإنجليزية: Water intoxication)‏ المعروف أيضًا باسم تسمم الماء، أو فرط السوائل، أو الإفراط في الماء، هو اضطراب قاتل محتمل في وظائف المخ ينتج عندما يتم دفع التوازن الطبيعي للكهارل في الجسم إلى خارج الحدود الآمنة بسبب الإفراط في تناول الماء.
في ظل الظروف العادية، يعد استهلاك الكثير من الماء عن طريق الخطأ أمرا نادرا بشكل استثنائي. نتجت جميع الوفيات تقريبا المتعلقة بتسمم المياه لدى الأفراد العاديين إما عن مسابقات شرب الماء، حيث يحاول الأفراد استهلاك كميات كبيرة من الماء، أو عن نوبات طويلة من التمارين الرياضية التي تم خلالها استهلاك كميات زائدة من السوائل. بالإضافة إلى ذلك، يمكن أن يسبب علاج المياه، وهي طريقة للتعذيب تجبر فيها الضحية على استهلاك كميات مفرطة من الماء، تسمم المياه.
يمكن اعتبار الماء، مثل أي مادة أخرى، سُما عند الإفراط في الاستهلاك في فترة زمنية قصيرة. يحدث تسمم المياه في الغالب عندما يتم استهلاك المياه بكمية عالية دون تناول الكهارل الكافي.
قد يكون الإفراط في ماء الجسم أيضا نتيجة لحالة طبية أو علاج غير لائق؛ راجع «نقص صوديوم الدم» للحصول على بعض الأمثلة. يعتبر الماء أحد المركبات الكيميائية الأقل سمية، مع جرعة مميتة وسطية يزيد عن 150 مل / كجم في الفئران.